# Symplecta janetscheki
Symplecta janetscheki är en tvåvingeart som först beskrevs av Alexander 1968.  Symplecta janetscheki ingår i släktet Symplecta och familjen småharkrankar.
Artens utbredningsområde är Nepal. Inga underarter finns listade i Catalogue of Life.